# VOLA & THE ORIENTAL MACHINE
VOLA & THE ORIENTAL MACHINE(일본어: ヴォラ・アンド・ジ・オリエンタル・マシーン 보라 안도 지 오리엔타르 마신[*])은 일본의 록 밴드로 ZAZEN BOYS를 탈퇴한 아히토 이나자와가 자신이 하고 싶은 음악을 하기 위해 결성했다. 블랙 파티와 프란츠 펠디나드라 불렸던 뉴 웨이브와 포스트 펑크로부터 강하게 영향을 받았다. 2008년 5월, 뮤직 타블로이드로 이적.

## 멤버
- 아히토 이나자와 (アヒト・イナザワ 1973년 6월 6일 ~ )
  - 보컬, 기타, 드럼 담당. 후쿠오카현 출신.
- 아리에 요시노리 (有江嘉典 1969년 12월 25일 ~ )
  - 베이스 기타 담당. 후쿠오카 현 출신. LOST IN TIME의 서포트 멤버로서도 활동.
- 나카하타 다이키 (中畑大樹 1974년 7월 25일 ~ )
  - 드럼 담당. 아오모리현 출신. Syrup16g에서 기한 없이 계약해, 밴드 해산시까지 정식 멤버가 되기로 한다.
- 나라하라 에이스케 (楢原英介 1981년 8월 6일 ~ )
  - 기타 담당. 지바현 출신. 2008년 12월 가입.

### 구 멤버
- 아오키 유타카 (青木裕 1970년 1월 29일 ~ )
  - 기타 담당. 이바라키현 출신. 2008년 9월 말을 기해 탈퇴.downy의 멤버로서도 활동.